# Dominik Phạm Trọng Khảm
Św. Dominik Phạm Trọng Khảm (wiet. Ðaminh Phạm Trọng Khảm) (ur. ok. 1780 r. w Quần Cống, prowincja Nam Định w Wietnamie – zm. 13 stycznia 1859 r. w Nam Định w Wietnamie) – tercjarz dominikański, męczennik, święty Kościoła katolickiego.
Dominik Phạm Trọng Khảm urodził się w zamożnej rodzinie. Jego ojciec Phạm Trí Khiêm był urzędnikiem rządowym. Zgodnie z wolą rodziców Dominik Phạm Trọng Khảm w wieku 18 lat ożenił się z Agnieszką Phượng. Dominik Phạm Trọng Khảm został sędzią i był zamożnym człowiekiem. Podczas prześladowań dawał schronieni misjonarzom, m.in. biskupowi Sampedro. W efekcie jego dom zniszczono, a on sam został uwięziony w Nam Định. Ścięto go 13 stycznia 1859 r. razem z jednym z synów Łukaszem Phạm Trọng Thìn.
Dzień wspomnienia: 24 listopada w grupie 117 męczenników wietnamskich.
Beatyfikowany 29 kwietnia 1951 r. przez Piusa XII. Kanonizowany przez Jana Pawła II 19 czerwca 1988 r. w grupie 117 męczenników wietnamskich.